# Operazione Primavera
L'Operazione Primavera fu un'operazione di ordine pubblico condotta in Puglia tra il 28 febbraio 2000 e il 30 giugno 2000 per il contrasto al contrabbando di sigarette e generi di monopolio.

## Antefatti
Tra il 1997 ed il 2000, le coste pugliesi furono il teatro dello sbarco di carichi di sigarette provenienti da Albania e Montenegro. Il tutto avveniva sotto la regia di esponenti appartenenti alla Sacra Corona Unita, che, successivamente, ne curavano il trasporto e la distribuzione sul territorio regionale e campano, utilizzando un parco veicoli composto da fuoristrada di serie, ma rivestiti di lastre, tubi, traversine e grate in acciaio tali da renderli mezzi corazzati blindati, atti a speronare gli automezzi in dotazione alle forze dell'ordine.
Durante uno di questi trasferimenti, al chilometro 46 della Strada Statale 379, il 23 febbraio 2000, una Fiat Punto della Compagnia Antiterrorismo Pronto Impiego della Guardia di Finanza di Brindisi intercettò una colonna di contrabbandieri, formata da tre veicoli corazzati che procedevano a fari spenti nella notte. Due malviventi, alla guida di una Range Rover, speronarono la vettura dei finanzieri proveniente in senso opposto, determinando la morte del vicebrigadiere Alberto De Falco e del finanziere scelto Antonio Sottile ed il ferimento degli altri due operatori, il vicebrigadiere Edoardo Roscica e l'appuntato Sandro Marras.

## La reazione dello Stato
Per tutta risposta, il 28 febbraio il Ministro dell'Interno Enzo Bianco diede il via all'Operazione Primavera, così battezzata riferendosi alle proverbiali pulizie di primavera. Venne inviato in Puglia un contingente di 1.900 uomini, di cui 700 carabinieri (in maggior parte del 1º Reggimento carabinieri paracadutisti "Tuscania"), 700 unità dei Reparti mobili della Polizia di Stato e 500 finanzieri Antiterrorismo pronto impiego, con l'obiettivo di svolgere servizi anticontrabbando sulle coste, di rastrellamento e di pattugliamento, anche attraverso l'ausilio di nuovi mezzi adeguati a reggere gli impatti con i corazzati dei trafficanti. Infatti, la Guardia di Finanza ricevette in dotazione 31 Mitsubishi Pajero, muniti di apposita blindatura, per un investimento complessivo di 4.45 miliardi di lire. Altri 33.37 miliardi di lire furono investiti per l'acquisto di 12 vedette Classe 6000 Levriero e 4 Vedette Veloci V.4000 Drago, uniti a 4 nuovi elicotteri AB412 (costati 113.7 miliardi, inclusi gli adeguamenti infrastrutturali alle basi aeree di Bari e Grottaglie).

## Risultati
In 17 giorni furono arrestate 92 persone, alcune delle quali anche all'estero, e denunciate 135. Furono sequestrati 8.18 tonnellate di sigarette, 44 fuoristrada blindati, 500 chilogrammi di esplosivo e 18 tra vetture, autocarri e natanti utilizzati per i traffici illegali. Furono inoltre sequestrati 886 chilogrammi di hashish e marijuana, 1.05 chili di eroina e 700 grammi di cocaina, oltre ad armi, munizioni e apparecchi ricetrasmittenti.
Al 15 giugno, erano stati registrati 537 arresti, 461 persone denunciate ed il sequestro di 32286.32 t di Tabacchi Lavorati Esteri (T.L.E.), 45 kg di eroina, 13.8 kg di cocaina, 5045 kg di marijuana ed hashish, 502 kg di esplosivo.
Già nel giugno del 2001 il fenomeno del contrabbando poteva definirsi archiviato, non solo per l'intervento dello Stato ma anche grazie ad un inasprimento della legislazione penale per la fattispecie di reato. Tuttavia, negli anni seguenti si assistette a una lenta ripresa delle operazioni.